# داوید گلایرشر
داوید گلایرشر (انگلیسی: David Gleirscher؛ زادهٔ ۲۳ ژوئیهٔ ۱۹۹۴) ورزشکار لژسواری اهل اتریش است.
وی در مسابقات کشوری و بین‌المللی در مجموع برندهٔ ۲ مدال طلا، ۱ مدال نقره، ۱ مدال برنز شده‌است.